# Teorema de Dirichlet sobre progresiones aritméticas
El teorema de Dirichlet sobre progresiones aritméticas es un resultado de la teoría analítica de números demostrado por el matemático Dirichlet. Este teorema sobre la distribución de los números primos en {\displaystyle \mathbb {N} }, fue conjeturado por Gauss y finalmente demostrado en 1837 por Dirichlet, nombre por el que actualmente se le conoce.

## Enunciado
| Sea {\displaystyle a,\,d\in \mathbb {N} } tal que el máximo común divisor {\displaystyle \operatorname {mcd} (a,d)=1}, entonces la progresión aritmética {\displaystyle a_{n}=a+n\cdot d} contiene infinitos números primos. Dirichlet |

Esto quiere decir que los números a+nd forman una progresión aritmética 
{\displaystyle a,\ a+d,\ a+2d,\ a+3d,\ \dots ,\ }
en la que hay infinitos números primos, o dicho de otra manera, hay infinitos números primos congruentes con a módulo d.
Por ejemplo, el teorema asegura que hay una cantidad infinita de números primos que terminen en 7, ya que los números que terminan en 7 forman una progresión aritmética (7, 17, 27, 37, ...) es decir, es una sucesión de números de la forma a+nd con a=7 y d=10, siendo estos primos entre sí, luego su máximo común divisor es 1.

## Enunciado extendido a diferentes bases
El enunciado anterior esta formulado para la base decimal o base 10 pero se puede extender a diferentes bases.
{\displaystyle {\text{Sean}}\,~a,b\in \mathbb {N} ,\,b\,~{\text{una}}\,{\text{base}}\,{\text{numerica}},\,mcd(a,b)=1}
Siempre que a sea {\displaystyle a\in {2,3,...,(b-1)}} es decir, a este comprendido entre el menor número primo, 2, y el número menor inmediato a la base, se obtendrán distintas clases de congruencias en dicha base.
Es decir, aquellos números coprimos con la base b verificarán que {\displaystyle a_{n}=a+n*b}. Solo es necesario comprobar con las primeras clases, puesto que tomando el ejemplo de la base 10:
{\displaystyle mcd(7,10)=1}
y se puede afirmar que en la sucesión 17, 27, 37... habrá números primos, al igual con las sucesiones de las clases del 1,3 y 9, pero sería redundante aplicarlo a la clase del 17 que está contenida a su vez en la del 7.
De aquí se puede deducir aplicando la función {\displaystyle \phi } de Euler para la base b, que habrá  d  distintas clases de equivalencia.
En la base decimal hay {\displaystyle \phi (10)=4} clases de equivalencia distintas, que son 1,3,7 y 9. Es decir, todos los números acabados en esas cifras o que sean pertenecientes a su clase de equivalencia podrán ser números primos.
Esto se debe a que la función de Euler se puede utilizar para calcular la cantidad de números coprimos a un número dado, que en el caso del 10 son 4 números coprimos.
Para ilustrar el teorema extendido a bases numéricas diferentes se puede tomar el ejemplo de la base 10 o decimal.
Si se confecciona una tabla que contenga a los números naturales, se observa que solo los valores acabados en 1, 3, 7 o 9 pueden ser números primos (a excepción del 2 y del 5), pues todos los demás que acaben en cifra par o 5 serán múltiplos de estos números. 
Esto es fácilmente visualizable, puesto que el 10 está compuesto por 2 y por 5; {\displaystyle 10=2*5}
| 0 mod 10 | 0 | 10 | 20 | 30 | 40 | 50 | 60 | 70 | 80 | 90 |
| 1 mod 10 | 1 | 11 | 21 | 31 | 41 | 51 | 61 | 71 | 81 | 91 |
| 2 mod 10 | 2 | 12 | 22 | 32 | 42 | 52 | 62 | 72 | 82 | 92 |
| 3 mod 10 | 3 | 13 | 23 | 33 | 43 | 53 | 63 | 73 | 83 | 93 |
| 4 mod 10 | 4 | 14 | 24 | 34 | 44 | 54 | 64 | 74 | 84 | 94 |
| 5 mod 10 | 5 | 15 | 25 | 35 | 45 | 55 | 65 | 75 | 85 | 95 |
| 6 mod 10 | 6 | 16 | 26 | 36 | 46 | 56 | 66 | 76 | 86 | 96 |
| 7 mod 10 | 7 | 17 | 27 | 37 | 47 | 57 | 67 | 77 | 87 | 97 |
| 8 mod 10 | 8 | 18 | 28 | 38 | 48 | 58 | 68 | 78 | 88 | 98 |
| 9 mod 10 | 9 | 19 | 29 | 39 | 49 | 59 | 69 | 79 | 89 | 99 |

En este caso se tienen 4 clases de equivalencia que se corresponden a los residuos 1, 3, 7, 9 congruentes con módulo 10:
{\displaystyle X\equiv 1(mod10)}
{\displaystyle X\equiv 3(mod10)}
{\displaystyle X\equiv 7(mod10)}
{\displaystyle X\equiv 9(mod10)}
Cualquier X que verifique dicha congruencia podría ser un número primo, es decir, si un número no cumple con lo anterior se puede afirmar que es imposible que sea un número primo. 
Una conclusión que se puede extraer es que todas las clases tendrán el mismo número aproximado de primos, es decir, que dado un número primo aleatorio las probabilidades de que pertenezca a una clase o a otra son las mismas. Por lo tanto, si se fueran añadiendo números primos sucesivos se observaría que se distribuyen equitativamente entre las clases del 1, 3, 7 y 9 para la base 10, y esto se puede aplicar a cualquier otra base distinta. 
De aquí se puede concluir que las distribuciones de números primos suelen tener un aspecto uniforme, lo que es fácilmente observable en distintas representaciones gráficas en las que los números primos tienden a formar grupos, pero no es el resultado de una propiedad de los números primos, sino que a la hora de obtener diferentes clases de equivalencia los número primos se agrupan en las clases que son coprimas con la base en la cual se representan.

## Demostración
La demostración del teorema utiliza las propiedades de ciertas funciones multiplicativas (conocidas como funciones-L de Dirichlet) y varios resultados sobre aritmética de números complejos y es suficientemente compleja como para que algunos textos clásicos de teoría de números decidan excluirla de su repertorio de demostraciones.